# Apellidos judíos
Los judíos han utilizado históricamente nombres patronímicos. En el sistema patronímico judío, el nombre propio puede ir seguido de "ben" o "bar" ("hijo de" en hebreo y arameo, respectivamente) o "bat" (“hija de”) y luego el nombre propio del padre. Así, por ejemplo, Biniamín ben Abraham o Bianiamín bar Abraham, o Sarah bat Abraham. 
Los apellidos de origen hereditario que existen hoy en día, comenzaron a utilizarse entre los judíos sefarditas en Iberia y en otros lugares en los siglos X y XI; y no se extendieron a los judíos asquenazíes de Alemania o Europa del Este hasta mucho más tarde. 
La forma patronímica utilizada en la antigüedad se sigue usando en la vida religiosa.

## Historia
Los apellidos no eran desconocidos entre los judíos de la Edad Media, y como los judíos comenzaron a integrarse más con sus conciudadanos, la práctica de utilizar apellidos, además del nombre “sagrado”, empleado sólo en la vida religiosa, creció rápidamente. Por supuesto, entre los sefardíes esta práctica era común casi desde el momento del exilio de España y, probablemente, se hizo aún más común como consecuencia del ejemplo de los marranos, que al aceptar el cristianismo adoptaron en la mayoría de los casos los apellidos de sus padrinos. Entre los asquenazíes, cuyo aislamiento de sus conciudadanos fue mayor, el uso de apellidos hereditarios recién empezó a ser común en el siglo XVIII.
La necesidad de agilizar el cobro de impuestos y los servicios de reclutamiento militar que tuvo lugar en el Imperio austríaco, Imperio ruso y en los Estados alemanes en los siglos XVIII y XIX hizo que se promulgaran leyes que obligaban a la población judía a adoptar apellidos hereditarios. El primer Estado en el que fue obligatoria la adopción de apellidos es el Imperio austríaco. En 1787 el emperador José II promulgó un decreto por medio del cual ordenó que todos los judíos del imperio debían elegir un apellido alemán .
Los judíos que ya tenían apellidos, podían seguir utilizándolos, y aquellos que no los tenían, estaban obligados a tomar uno, que desde ese momento se convirtió en hereditario. Si un judío no elegía su propio apellido, éste era impuesto por la fuerza por los funcionarios imperiales. Esto condujo a la asignación de apellidos de manera arbitraria (en algunos casos de tono ofensivo). Algunos de los mencionados por Karl Emil Franzos: Drachenblut (sangre de dragón), Ochsenschwanz (cola de toro), Nachtkäfer (escarabajo de la noche), Pulverbestandtheil (componente de pólvora), Temperaturwechsel (cambio de temperatura), Eselskopf (cabeza de asno), Gottlos (impío), Wohlgeruch (fragancia), Veilchenduft (perfume de violetas), Stinker (hediondo), Bettelarm (indigente), Nothleider (necesitado), Geldschrank (caja de caudales), Diamant (diamante), Smaragd (esmeralda), Galgenstrick (horca), Todtschläger (asesino), Taschengreifer (carterista), Durst (sed), Hunger (hambre), Fresser (glotón), Säuger (mamífero), Trinker (bebedor), Weinglas (copa de vino), Schmetterling (mariposa), Elephant (elefante), Nashorn (rinoceronte), Pferd (caballo), Maulwurf (topo).
La mayoría de los apellidos se formaron a partir de palabras de la lengua alemana (lengua oficial del imperio). Algunos de estos apellidos se referían a la ocupación, otros reflejaban las características personales, referencias a la naturaleza, etc.
Desde la incorporación al Imperio austríaco de nuevos territorios, como resultado de la tercera partición de Polonia (áreas de Cracovia, Lublin y Radom), el régimen de la adopción obligatoria de apellidos se amplió a estas áreas (en 1805). Similares leyes se adoptaron en los Estados alemanes: en Baden en 1790; en Fráncfort del Meno en 1807; en Prusia en 1812; en Baviera y en Mecklemburgo en 1813; en Wurtemberg en 1828; en Sajonia en 1834 y en Oldemburgo en 1852.
En Francia, un decreto sobre la obligación de los apellidos hereditarios se publicó en 1808, y su acción se extiende también al imperio Napoleónico. Bajo esta ley, se prohibió la creación de apellidos con los nombres de las ciudades y los nombres bíblicos, tomados de los cristianos. Sin embargo, se permitió seguir utilizando los apellidos existentes de este tipo. En el Imperio ruso, se introdujo una ley que obligaba a adoptar apellidos a los judíos, aprobado por el decreto imperial de diciembre de 1804.
La aplicación de este artículo suponía un plazo de dos años, pero en la práctica no logró ejecutarse completamente, por lo que las autoridades se vieron forzadas a promulgar una nueva ley para los judíos, publicada en 1835, para incluir una vez más el artículo correspondiente con el número 16.
Otra ley especial, aprobada en 1850, prohibía a los judíos cambiar el apellido, incluso cuando cambiaban a otra religión.
En las diez provincias polacas que formaban el Reino de Polonia, con un grado mayor de autonomía dentro del Imperio ruso, los apellidos hereditarios fueron introducidos a los judíos en 1821, a través de la resolución del rey del Reino de Polonia, Constantino Pávlovich Románov. Inicialmente, la facultad de elegir el apellido estaba en manos de los judíos, pero al demorarse la aplicación, la asignación de apellidos a los judíos fue delegada a los funcionarios locales.
En Suiza la Ley sobre la adopción obligatoria de apellidos hereditarios se aprobó en 1863.

### Hebraización de apellidos
Tras la emigración a Palestina y la fundación del Estado de Israel, existe un fenómeno de hebraización de los antiguos apellidos que llevaban los judíos, especialmente los de origen europeo, cambiándolos a versiones hebreas de los mismos. Así, por ejemplo, Golda Meir originalmente se llamaba Golda Meyersohn, o David Ben-Gurión que se llamaba originalmente David Grün.

## Origen de algunos apellidos alemanes judíos
| Apellido  | Significado |
| --------- | ----------- |
| Abt       | Abad        |
| Baron     | Barón       |
| Fürst     | Príncipe    |
| Graf      | Conde       |
| Herzog    | Duque       |
| Sanzana   | Palmera     |
| König     | Rey         |
| Papst     | Papa        |
| Shurukhin | Príncipe    |